# Bärenkult
Als Bärenkult (oder Bärenfest bzw. Bärenzeremonie) bezeichnet man religiöse Rituale, in denen Bären eine besondere Verehrung zukommt. Im gesamten schamanistisch geprägten Kulturareal Sibirien und Paläo-Sibirien sowie über Korea bis hin zu den Ainu, aber auch im nordamerikanischen Kulturareal Subarktis wurde oder wird der Bärenkult ausgeübt. Die Abstammung des Menschen vom Bären wird in den dortigen ethnischen Religionen allgemein angenommen und der „Herr der Tiere“ – die wichtigste Gottheit animistischer Wildbeuter – wohnt tief in der Taiga und hat Bärengestalt. Der Kult umfasst verschiedene rituelle Handlungen bei der Bärenjagd, dem Bärenschmaus und der Behandlung seiner Überreste sowie spezielle Lieder, Darbietungen oder Spiele. Selbst bei den nordeuropäischen Samen – insbesondere bei den Skoltsamen nordöstlich des Inarisees – hat sich ein Teil des früheren Bärenkultes trotz der jahrhundertelangen Zwangschristianisierung erhalten. Besonders bedeutend und bekannt ist das Bärenfest iyomante der Ainu auf Hokkaidō (Japan).

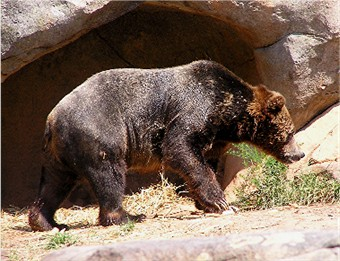
Bären beeindrucken Menschen seit langem, Grizzly, USA

Der Terminus bezeichnet aber auch eine im 20. Jahrhundert populäre Theorie von Religionswissenschaftlern wie Mircea Eliade und Joseph Campbell, nach der bereits so genannte Frühmenschen (Angehörige heute ausgestorbener Arten der Gattung Homo) Jagdmagie und einen Bärenkult praktiziert hätten. (vgl. Religion im Paläolithikum)

## Der Bär in der Mythologie
Bären sind nicht nur eindrucksvolle und für jagende und Höhlen aufsuchende Menschen mitunter auch gefährliche Säugetiere. Aufgerichtet wirken sie zudem auch menschenähnlich, sie bewohnen bzw. besetzen Höhlen und treten sowohl einzeln wie auch in kleineren Familienverbünden auf.
Eine entsprechend wichtige Rolle nehmen sie in der Mythologie vor allem jagender Völker und auch in den Erzählungen moderner Gesellschaften bis heute ein. Die Diskussionen um den Abschuss des Bären Bruno in Bayern im Juni 2006 oder um das Überleben des Eisbärjungen Knut in Berlin Anfang 2007 zeigen die emotionale Wirkung des Tieres auch in der Gegenwart auf.

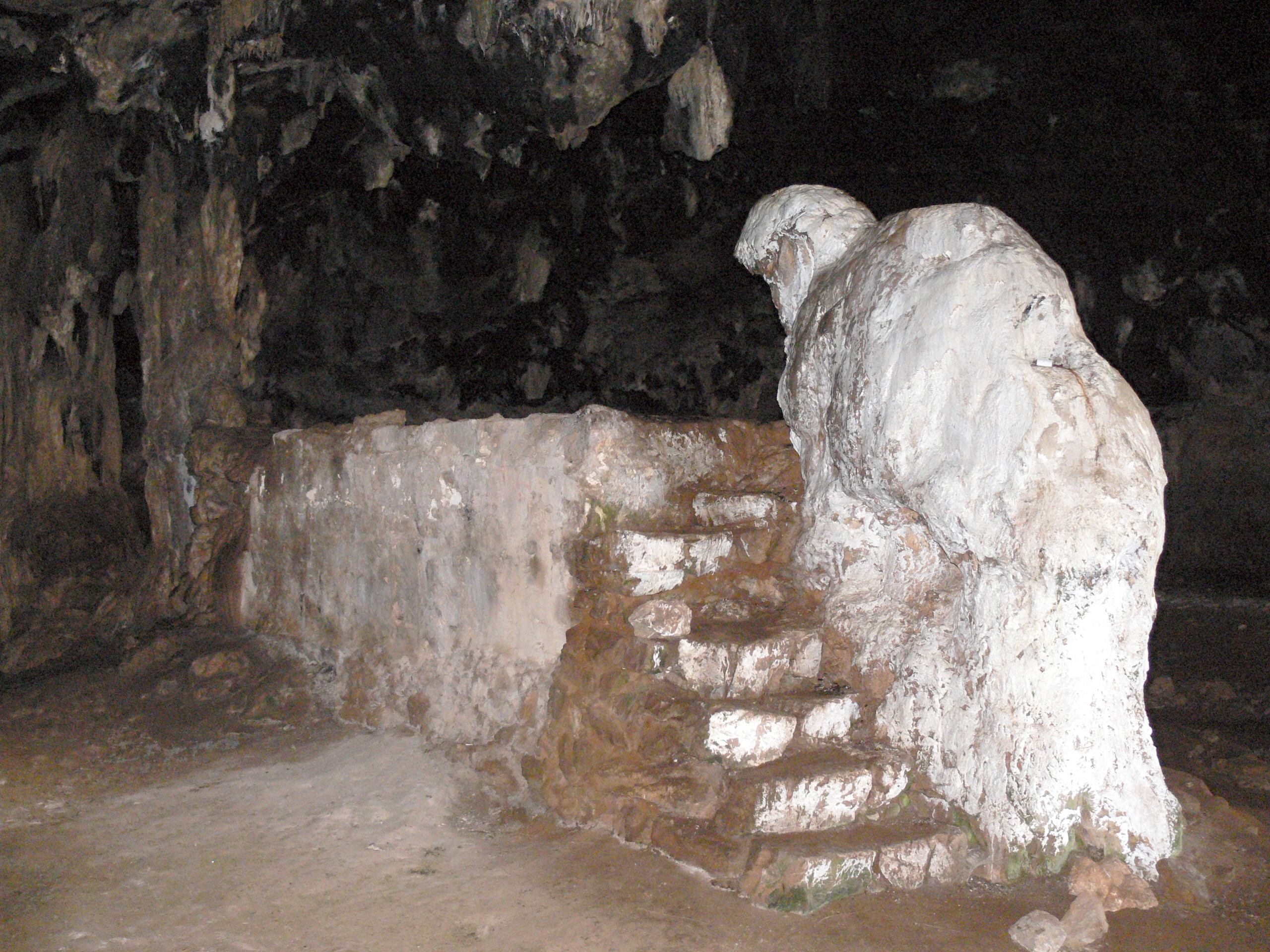
Im Norden der kretischen Halbinsel Akrotiri ist diese Grotte nach einem bärenförmigen Stalagmiten benannt, der Panagia Arkoudiotissa (Heilige Jungfrau von der Bärenhöhle) geweiht, oder Arkoudospilios, für die Höhle der Bärin. Es gibt Hinweise für eine Nutzung der Höhle in neolithischer und minoischer Zeit zu kultischen Zwecken. In der Antike wurde hier die Göttin Artemis verehrt. Links vom Höhleneingang befindet sich eine kleine Kapelle aus dem 16. Jahrhundert, in der sich Elemente des antiken Kultes erhalten haben.

 In der griechischen Mythologie ist der Bär das Attribut mehrerer Gottheiten, vor allem der Artemis, der Göttin der Jagd. Das Artemis-Heiligtum von Brauronia (dem heutigen Vraona, unweit von Athen) ist der mythischen Überlieferung zufolge errichtet worden, um die Tötung eines Bären, der ein Kind gefressen hatte, zu sühnen. In dem Heiligtum wurden vom 6. Jahrhundert an bis in die hellenistische Epoche in einem fünfjährlichen Turnus zur Frühlingszeit Feierlichkeiten zu Ehren der Artemis vollzogen, an deren Ende die Opferung einer Bärin stand. Junge Mädchen, die im Heiligtum der Artemis erzogen wurden, nannte man Arktoi: „(kleine) Bärinnen“.
Der Mythos von Atalante, die einigen Autoren zufolge als einzige Frau am Argonautenzug teilnahm, erzählt, dass sie von einer Bärin aufgezogen worden sei, nachdem ihr Vater Jasos, König von Arkadien, seine Tochter auf dem Berg Parthenion hatte aussetzen lassen.
Auch Paris, der Sohn des Priamos und der Hekabe, soll von einer Bärin aufgezogen worden sein: Vor seiner Geburt hatte Hekabe geträumt, dass sie kein Kind, sondern eine Fackel zur Welt bringen werde, die Troja in Brand stecken werde. Priamos wollte sich daraufhin des Neugeborenen entledigen und schickte einen seiner Diener aus, um Paris in einem Wald zu töten. Der Diener hatte Mitleid mit dem Kind und ließ es auf dem Berg Ida zurück, wo eine Bärin sich seiner annahm. Später wurde Paris dann von Hirten aufgezogen.
Die griechische Mythologie kennt auch Fälle geschlechtlicher Verbindungen zwischen Bär und Mensch, so etwa im Mythos von Polyphonte, die zu Ehren Artemis’ ein Keuschheitsgelübde abgelegt hatte, das Aphrodites Zorn heraufbeschwor. Sie führte Polyphonte auf vielerlei Arten und Weisen in Versuchung und machte ihr Geschenke. Doch Polyphonte blieb standhaft, was Aphrodites Rachsucht provozierte, so dass sie Polyphonte in Leidenschaft für einen Bären entbrennen ließ. Aus der Vereinigung Polyphontes mit dem Bären gingen Agrios (der Wilde) und Oreios (der Bergbewohner) hervor, zwei Wesen von gewaltiger Kraft, die weder Menschen noch Götter fürchteten. Zeus verlangte daher von Hermes, sie zu töten. Doch Ares, ein Ahne Polyphontes, hatte Mitleid mit der Mutter und ihren beiden Söhnen und verwandelte sie alle drei in Vögel, eine Eule und zwei Geier. Der mythische Jäger Kephalos, berühmt wegen seiner außerordentlichen Schönheit, litt an seiner Kinderlosigkeit. Er befragte daher das Orakel von Delphi, welches ihm riet, sich mit dem ersten weiblichen Wesen zu vereinigen, dem er auf dem Rückweg begegnen würde. Er traf eine Bärin, vereinte sich mit ihr, und diese gebar ihm den Arkeisios, zu dessen Nachfahren Odysseus zählte.
In der keltischen Mythologie ist der Bär das Attribut der Göttin Artio. Eine 1832 in Muri bei Bern gefundene Votivfigur (aus dem 2. Jahrhundert) zeigt die Göttin mit einem Bären.
Mit dem Mythos von Juan Oso, dem Sohn eines Bären und einer von ihm entführten Frau, sowie dem Tanz der Bären (ukuku) bei den Quechua in Cusco hat der Bärenkult auch heute noch einen Platz in der Mythologie und Folklore indigener Völker in Lateinamerika.

## Der Bärenkult bei den Ainu

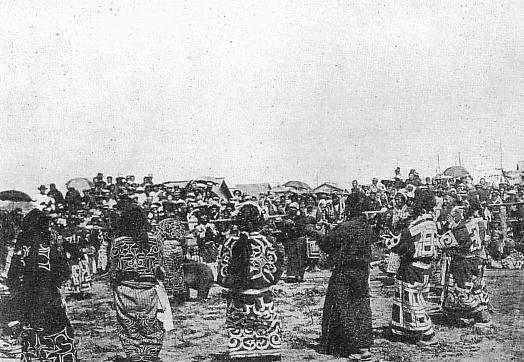
Iyomante um 1930

Nicht der einzige, aber der mit Abstand berühmteste Bärenkult stammt von den Ainu, den Ureinwohnern der heute zu Japan gehörenden Insel Hokkaidō.
In der Ainu-Sprache wird der Bär als kamuy bezeichnet, was ebenfalls der Begriff für „Gott“ ist.
Im animistischen Glaubenssystem dieses Wildbeutervolkes nehmen die Götter (kamuy) vorwiegend tierische Gestalt an, um die Welt und die Menschen zu besuchen. Junge Bären werden gefangen und bis zum Alter von etwa zwei Jahren als Kamuy-Gesandte großgezogen, bevor sie im Verlauf des Bärenfestes (iyomante oder iomante) zurückgeschickt, d. h. getötet und rituell verehrt werden.
Im Zuge eines neu erwachenden Selbstbewusstseins und auch über die UNO ausgetragenen Ringens um Anerkennung seit den 1970er Jahren gegen die bis dahin vorherrschende Assimilierungspolitik Japans sind Kultur und Religion der Ainu weltweit bekannt geworden.

## Der Bärenkult als religionswissenschaftliche Theorie
Die Diskussion darüber, ob Frühmenschen entwickelte Geistesgaben besäßen, Schilderungen der Ethnologie etwa zum Bärenfest der Ainu und Funde von scheinbar ausgerichteten Bärenschädeln und -knochen in mehreren Höhlen, datierbar auf während oder noch vor der Altsteinzeit, führten den Religionswissenschaftler Mircea Eliade zu der Annahme, auch schon der frühe Mensch habe als Jäger einen weltweit verbreiteten Bärenkult gepflegt. Diese These findet sich bis heute in populärwissenschaftlicher Literatur und wurde noch in jüngerer Zeit etwa von Joseph Campbell vertreten.
Genauere Forschungen haben jedoch ergeben, dass die anscheinende Ausrichtung der (keilförmigen) Bärenschädel sehr viel besser durch Wassereinwirkung in den Höhlen als durch Menschen erklärt werden kann, also eher zufällig und scheinbar ist. Auch ist das vergemeinschaftete Auftreten von Höhlenbärenskeletten keine Besonderheit, ziehen sich diese doch zum Ruhen und damit oft auch Verenden gerne in Höhlen zurück.
Daneben spricht aber auch der ethnologische Befund gegen die These von einem verbreiteten Bärenkult etwa schon beim archaischen Homo sapiens. Denn in den bestehenden Glaubenswelten von Wildbeutern spielen Bären zwar eine oft wichtige Rolle, stehen jedoch nicht alleine. Ausnahmslos werden auch andere Tiere, etwa bevorzugte Jagdbeute, verehrt. Entsprechende Ritualplätze rund um andere Tiere sind jedoch für die frühe und mittlere Altsteinzeit nicht belegt.
Auch äußern sich die rezenten Bärenkulte in sehr komplexen Ritualen mit hoher Beteiligung, Opfern und präparierten Stätten, wogegen die mutmaßlichen Erectus-Bärenkult-Fundorte keinerlei Eintrag menschlicher Artefakte verzeichnen.
Aus wissenschaftlicher Sicht muss daher heute die These eines verbreiteten Bärenkultes vor dem Mittelpaläolithikum als widerlegt gelten. Wissenschaftsgeschichtlich interessant bleibt jedoch die Rückwirkung rezenter Trends und Entdeckungen auf die menschheitsgeschichtliche Theoriebildung und der Umstand, dass zeitgenössische Wildbeuter zu vermeintlich starren Hütern von Traditionen über Jahrhunderttausende erklärt wurden, um das innovative Potential früher Menschen zu verteidigen.

## UNESCO-Kulturerbe
Bärenfeste in fünf Dörfern in den Pyrenäen (Frankreich und Andorra) wurden 2022 von der UNESCO in die Repräsentative Liste des immateriellen Kulturerbes der Menschheit aufgenommen.